# Scorzoneroides duboisii
Scorzoneroides duboisii là một loài thực vật có hoa trong họ Cúc. Loài này được (Sennen) Greuter mô tả khoa học đầu tiên năm 2006.